# Aneuryphymus rhodesianus
Aneuryphymus rhodesianus är en insektsart som beskrevs av Boris Petrovich Uvarov 1922. Aneuryphymus rhodesianus ingår i släktet Aneuryphymus och familjen gräshoppor. Inga underarter finns listade i Catalogue of Life.